# Benson Masya
Benson Masya (né le 14 mai 1970, mort le 24 septembre 2003) était un coureur de fond kényan spécialisé dans la course du marathon. Il a couru de la fin des années 1980 jusqu'au début du XXIe siècle. Il a notamment remporté la première édition des Championnats du monde de semi-marathon en 1992 qui se sont déroulés à Newcastle upon Tyne, au Royaume-Uni.

## Biographie
À l'origine boxeur rattaché au service postal kényan, il ne se consacre qu'ensuite à la course à pied ; il remporte une première fois la Great North Run en 1991, laquelle est la course de Semi-marathon la plus populaire au monde, avant de récidiver l'année suivante en 1992 puis en 1994 et une dernière fois en 1996 ce qui fait de lui le détenteur du plus grand nombre de victoires avec 4 unités (dont 2 successives). Il monte également sur la première marche du podium lors de la City-Pier-City Loop (Semi-marathon annuel à La Haye aux Pays-Bas) à deux reprises, en 1993 et 1994.
La course des 10 miles de Portsmouth en 1996 est l'un de ces derniers accomplissements notables, en effet, sa carrière de coureur de haut niveau prend fin prématurément.

### Décès
Il trouve finalement la mort le 24 septembre 2003, à l'âge de 33 ans, à la suite d'une période où il est gravement malade. À sa mort, il est accompagné de son ami Cosmas Ndeti. Benson Masya est enterré dans la ville de Kitui.

### Records
- Semi-marathon - 1 h 0 min 24 s (à deux reprises : La Haye le 03/04/1993 et South Shields le 20/09/1992)

## Performances
| Année | Competition                            | Lieu                      | Distance                    | Position | Temps   |
| ----- | -------------------------------------- | ------------------------- | --------------------------- | -------- | ------- |
| 1991  | Marathon d'Honolulu                    | Honolulu, Hawaii          | Marathon                    | 1er      | 2:18:24 |
| 1992  | Championnats du monde de semi-marathon | Newcastle, United Kingdom | Semi-marathon (individuel)  | 1er      | 1:00:24 |
| 1992  | Championnats du monde de semi-marathon | Newcastle, United Kingdom | Semi-marathon (par équipes) | 1er      |         |
| 1992  | Marathon d'Honolulu                    | Honolulu, Hawaii          | Marathon                    | 1er      | 2:14:19 |
| 1993  | City-Pier-City Loop                    | La Haye, Pays-Bas         | Semi-marathon               | 1er      | 1:00:24 |
| 1994  | City-Pier-City Loop                    | La Haye, Pays-Bas         | Semi-marathon               | 1er      | 1:02:00 |
| 1994  | Marathon d'Honolulu                    | Honolulu, Hawaii          | Marathon                    | 1er      | 2:15:04 |
| 1997  | Marathon de Stockholm                  | Stockholm, Suède          | Marathon                    | 1er      | 2:17:22 |

## Vie personnelle
Benson Masya suivait un train de vie peu compatible avec celle d'un coureur professionnel : il était fêtard, et cette vie de noceur a très certainement contribué à ses performances se détériorant.